# یان-اوله گرستر
یان-اوله گرستر (آلمانی: Jan-Ole Gerster؛ زادهٔ ۱۹۷۸) کارگردان فیلم و فیلم‌نامه‌نویس اهل آلمان است. وی از سال ۲۰۰۴ میلادی تاکنون مشغول فعالیت بوده‌است.
گرستر کارگردان فیلم‌هایی همچون یک قهوه در برلین و لارا بوده‌است.